# Matt Lanter
Matthew "Matt" Mackendree Lanter, född 1 april 1983 i Massilo, Ohio, är en amerikansk skådespelare och tidigare fotomodell. Lanter har haft roller i Commander in Chief, Star Wars: The Clone Wars, Disaster Movie, Sorority Row och Vampyrer suger. 
Lanter är mest känd för att ha medverkat i den amerikanska tv-serien 90210, där han spelar en av huvudrollerna (Liam Court). Han hade även en av huvudrollerna i serien Star-Crossed, där han spelade utomjordingen Roman. 
Sedan 2017 har han varit med i serien Timeless, där han spelar en av huvudkaraktärerna, Wyatt Logan.
Matt är sedan 14 juni 2013 gift med Angela Stacy.